# Tal Vez, Quizá
„Tal Vez, Quizá” este un cântec al interpretei mexicane Paulina Rubio. Acesta fost compus de Marcello Azevedo pentru cel de-al cincilea material discografic de studio al artistei, Paulina. „Tal Vez, Quizá” a fost lansat ca ultimul single al albumului la începutul anului 2002.
Cântecul a ocupat locul 42 în Billboard Hot Latin Songs și a intrat în clasamentele din Argentina și Mexic, unde a câștigat poziții de top 10.

## Clasamente
| Clasament (2002)                 | Poziția maximă | Referință |
| -------------------------------- | -------------- | --------- |
| Argentina Singles Chart          | 7              | [ 4 ]     |
| Mexic Singles Chart              | 3              | [ 5 ]     |
| Billboard Hot Latin Songs        | 42             | [ 3 ]     |
| Billboard Latin Pop Airplay      | 20             | [ 3 ]     |
| Billboard Latin Tropical Airplay | 32             | [ 3 ]     |